# Lake Sebu
Lake Sebu ist eine philippinische Stadtgemeinde in der Provinz South Cotabato auf der Insel Mindanao. Sie hat 87.442 Einwohner (Zensus 1. August 2015). Das Gemeindegebiet bedeckt eine Fläche von 891,38 km² und wird als partiell urban beschrieben. Ihre Nachbargemeinden sind T'Boli im Osten, Surallah im Norden, Bagumbayan und Sen. Ninoy Aquino in der Provinz Sultan Kudarat im Nordwesten und Westen, Maitum und Kiamba in der Provinz Sarangani im Süden.
Sie liegt auf dem zerklüfteten Tiruray Plateau im bis zu 2.083 Meter hohen Daguma-Gebirge. Der 3,50 km² große Sebu-See bildet eine wichtige Einkommensquelle für die örtliche Bevölkerung, sowohl durch den kommerziellen Fischfang als auch durch den Tourismus.

## Baranggays
Lake Sebu ist politisch in 19 Baranggays unterteilt.
| - Bacdulong - Denlag - Halilan - Hanoon - Klubi - Lake Lahit - Lamcade - Lamdalag - Lamfugon - Lamlahak | - Lower Maculan - Luhib - Ned - Poblacion - Siluton - Talisay - Takunel - Upper Maculan - Tasiman |